# Kosmos 496
Kosmos 496 (ryska: Космос-496) var en flygning i det sovjetiska rymdprogrammet. Farkosten sköts upp med en Sojuz-raket, från Kosmodromen i Bajkonur, den 26 juni 1972. Den återinträdde i jordens atmosfär och landade i Sovjetunionen den 2 juli 1972.
Den var en obemannad testflygning för att testa de förändringar som gjorts efter olyckan med Sojuz 11, där tre kosmonauter omkom.